# صدا و سیمای خراسان شمالی

نشان صدا و سیمای مرکز خراسان شمالی

صدا و سیمای مرکز خراسان شمالی یکی از مراکز صدا و سیمای جمهوری اسلامی ایران است که در شهر بجنورد فعالیت می‌کند.